# Koce Efremov
Koce Efremov, mac. Коце Ефремов (ur. 17 marca 1956 w Koczani, zm. 7 października 2018 tamże) – jugosłowiański zapaśnik walczący w stylu wolnym. Olimpijczyk w Moskwy 1980, gdzie zajął siódme miejsce w kategorii 52 kg.
Piąty na mistrzostwach Europy w 1976. Triumfator igrzysk śródziemnomorskich w 1979 roku.